# Adela Forestello
Adela Panelo de Forestello, detta Lila (Posadas, 31 gennaio 1923 – Rosario, 11 agosto 2021), è stata un'attivista argentina per i diritti umani e insegnante di matematica in pensione. È stata tra i fondatori dell'associazione Madres de Plaza 25 Mayo con sede a Rosario, nella provincia di Santa Fe, creata da numerose madri in seguito alla sparizione forzata dei loro figli durante la Guerra Sporca e la dittatura militare in Argentina dal 1976 al 1983. Sua figlia, Marta María "Lala" Forestello, fu rapita il 19 agosto 1977 e mai più ritrovata.

## Biografia
Forestello nacque a Posadas, provincia di Misiones, il 31 gennaio 1923, seconda di tre fratelli. Si trasferì nella città di Rosario all'età di 13 anni. Insegnò matematica alla Scuola Normale n. 1 di Rosario e si sposò con Domingo Forestello (1917-1976), dentista, dal quale ebbe due figlie, María Susana e Marta María "Lala" Forestello.
La figlia più giovane, Marta María Forestello, era una studentessa di statistica presso l'Università Nazionale di Rosario alla fine degli anni '70 e membro dei Montoneros, un'organizzazione guerrigliera peronista di sinistra contraria alla dittatura militare del Processo di Riorganizzazione Nazionale.  Marta Forestello, che aveva 24 anni ed era sposata, venne rapita il 19 agosto 1977 insieme a sua figlia Victoria, di un anno, in via Lavalle, a Rosario. Subito dopo il suo arresto, Marta Forestello fu trasferita alla custodia del Servicio de Informaciones e imprigionata nei famigerati centri clandestini di detenzione "Quinta de Funes", "Escuela técnica Osvaldo Magnasco de Rosario"  e "La Intermedia de Timbúes". Scomparve durante la sua detenzione nel periodo della Guerra Sporca e non fu mai più vista.

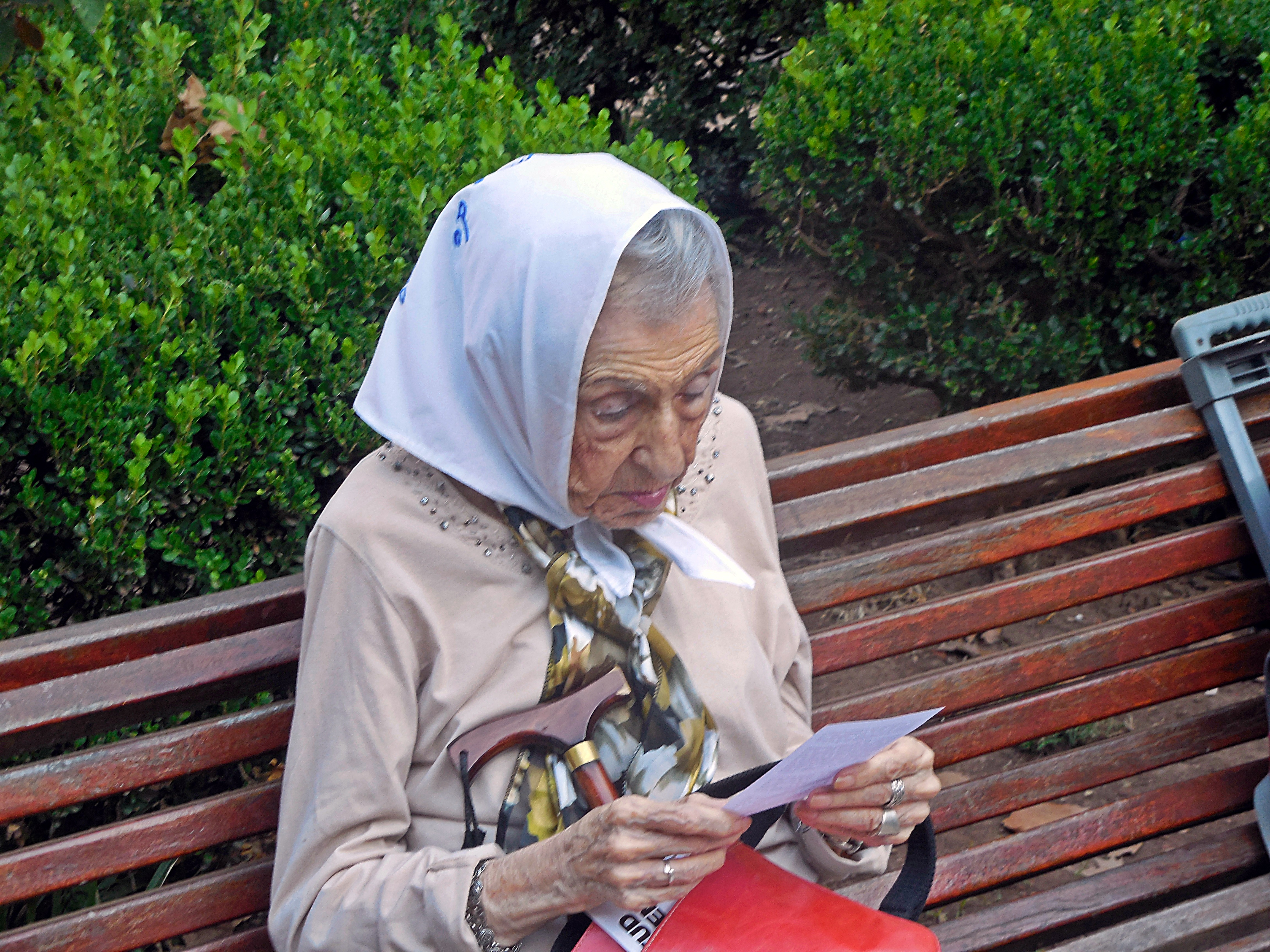
"Lila" Forestello nella Plaza, 4 maggio 2017

Adela Forestello trascorse le due settimane successive al rapimento nel cercare di localizzare la nipote di un anno, Victoria, anche lei rapita. Grazie all'informazione di una segretaria del Tribunale dei Minori, riuscì a trovarla nel commissariato di Cafferata e Catamarca,  allora diretto da Leyla Perazzo. Trovò Victoria con segni di abuso e abbandono. Raccontò: "Aveva i pannolini sporchi da diversi giorni, aveva la scabbia e i pidocchi". Meno di un mese dopo, anche il genero di Adela Forestello e marito di Marta, Miguel Ángel Tosetti, nato il 3 marzo 1947 a Diamante, nella provincia di Entre Ríos, studi per diventare notaio e anche lui membro dei Montoneros, fu rapito nel settembre 1977 in Rueda 5545 a Rosario. Fu visto l'ultima volta nel carcere di "Quinta de Funes". Da allora risulta disperso. 

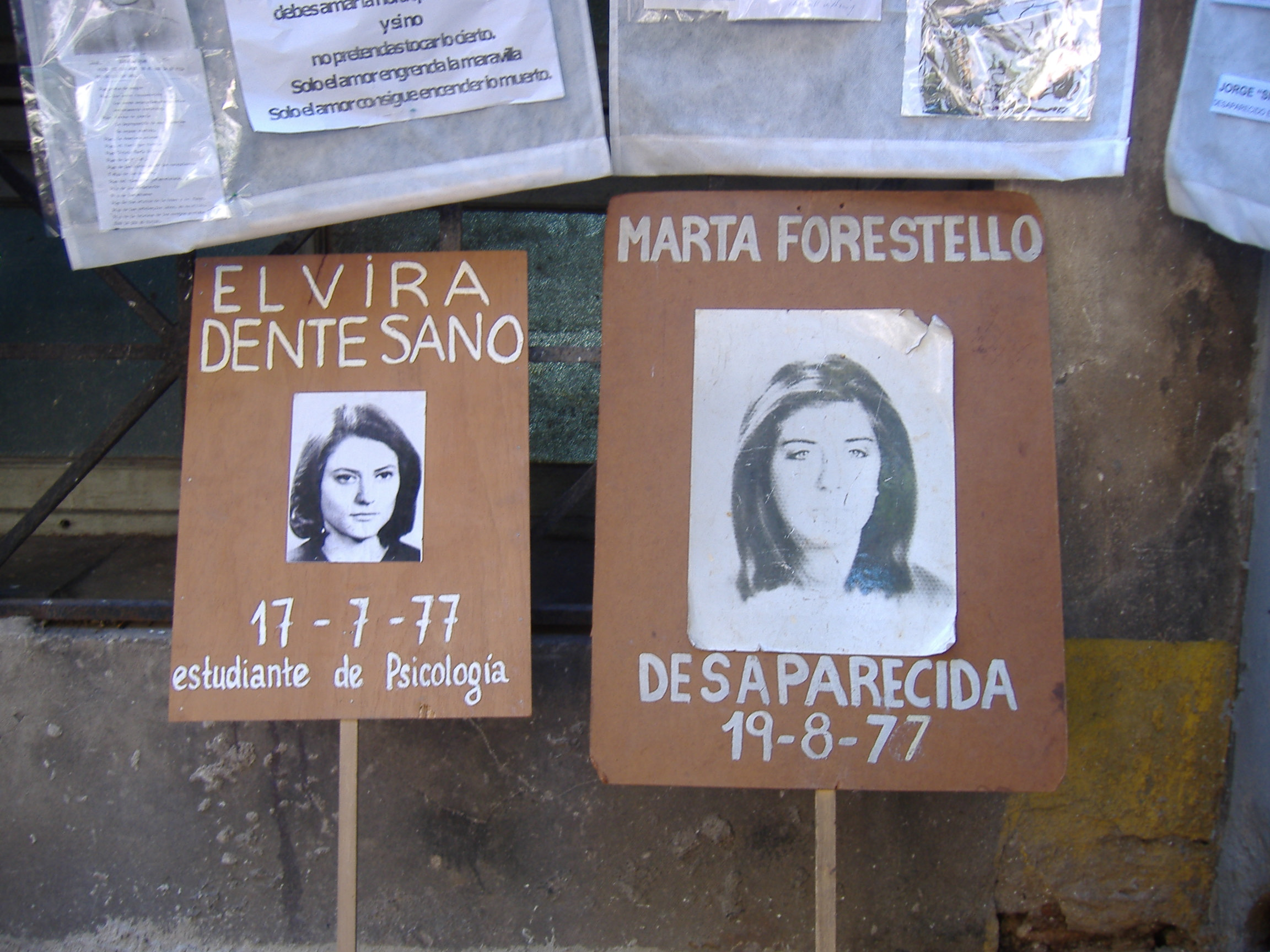
Locandine di Marta Forestello, scomparsa a Rosario

Adella Forestello crebbe la nipote dopo le sparizioni forzate della figlia e del genero. Nel 1982 si unì ad altre mamme per formare le Madri di Plaza 25 de Mayo, l'associazione voluta per cercare di localizzare i loro figli scomparsi a Rosario durante la dittatura militare e consegnare i colpevoli alla giustizia. Forestello trascorse il resto della sua vita cercando risposte al rapimento e conducendo una campagna per la giustizia. È stata l'unico membro delle Madri di Plaza 25 de Mayo a testimoniare durante il processo federale Guerrieri I del 2009, che ha portato alla condanna di diversi autori di crimini contro l'umanità nell'aprile 2010.
Nel marzo 2015 partecipò, insieme a Elsa Massa e Norma Vermeulen, alla consegna da parte del governo di Santa Fe di 300 fascicoli con informazioni riservate a parenti e vittime dell'ultima dittatura militare.
Nel luglio 2021 Adela Forestello diventò l'ultima delle fondatrici ancora viventi delle Madri di Plaza 25 de Mayo dopo la morte di Noemí Johnston De Vicenzo. Poche settimane dopo, l'11 agosto 2021, Forestello morì a Rosario all'età di 97 anni.

## Riconoscimenti
- In Plaza 25 de Mayo è stata inaugurata “Passi Ritrovati” , opera dell'artista plastico Dante Taparelli (marzo 2016) in memoria delle Madri di Plaza 25 de Mayo. Ha immortalato in blocchi di cemento e bronzo le impronte reali di alcune delle mamme in ricordo della loro lotta e testimonianza. Tra i presenti c'era anche Adela Forestello.[11]
- Una delle aule del secondo piano della Facoltà di Scienze Politiche e Relazioni Internazionali dell'Università Nazionale di Rosario (UNR), è stata intitolata alle Madri di Plaza 25 de Mayo di Rosario, riconosciute per "la loro lotta instancabile e pacifica contro l'impunità e in difesa dei diritti delle persone". Adela partecipò insieme ad altre mamme all'evento tenutosi nel marzo 2016 per commemorare il 40º anniversario del colpo di stato.